# 索瓦 (默兹省)
索瓦（法語：Sauvoy，法語發音：[sovwa]）是法国默兹省的一个市镇，属于科梅尔西区。

## 地理
索瓦（48°38'15"N, 5°36'13"E）面积7.82 平方千米，位于法国大東部大區默兹省，该省份为法国西北部内陆省份，北与比利时接壤，西接马恩省和阿登省，南至上马恩省和孚日省，东临默尔特-摩泽尔省。
与索瓦接壤的市镇（或旧市镇、城区）包括：布鲁塞昂布卢瓦、沃库勒尔、梅奥勒河畔维勒鲁瓦、瓦-瓦孔。

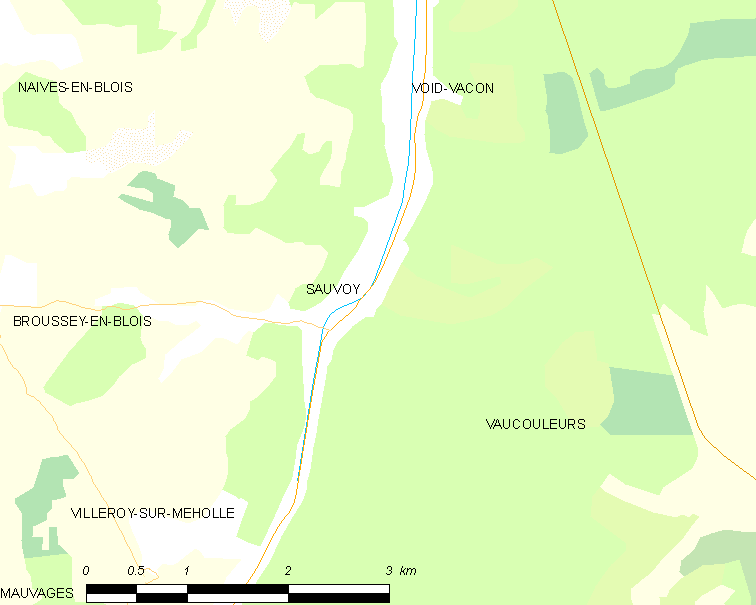
的OSM定位图

索瓦的时区为UTC+01:00、UTC+02:00（夏令时）。

## 行政
索瓦的邮政编码为55190，INSEE市镇编码为55475。

## 政治
索瓦所属的省级选区为沃库勒尔县。

## 人口

1962-2008年间人口变化图示

索瓦于2022年1月1日时的人口数量为70人。